# Love Antells diskografi
Den här artikeln innehåller diskografi för den svenska musikartisten Love Antell, med skivor från hans solokarriär och med grupperna Florence Valentin och Perssons Pack.

## Florence Valentin

### Album
| År   | Titel                   | Listplacering (Sverige) | Övrigt |  |
| 2004 | Johnny Drama            |                         |        |  |
| 2007 | Pokerkväll i Vårby Gård |                         |        |  |
| 2009 | Spring Ricco            |                         |        |  |

### Singlar
| År   | Titel                               | Listplacering (Sverige) |
| ---- | ----------------------------------- | ----------------------- |
| 2003 | Allt dom bygger upp ska vi meja ner |                         |
| 2004 | Där jag borde va                    |                         |
| 2004 | Hoj! Johnny boy                     |                         |
| 2006 | Klaraberg                           |                         |
| 2007 | Pokerkväll i Vårby Gård             |                         |
| 2007 | Upp på sociala, ner på systemet     |                         |
| 2009 | Spring Ricco                        |                         |
| 2009 | Mitt allt                           |                         |

### EP
| År   | Titel                               | Listplacering (Sverige) |
| ---- | ----------------------------------- | ----------------------- |
| 2003 | Allt dom bygger upp ska vi meja ner |                         |

## Perssons Pack

### Album
| År   | Titel          | Listplacering (Sverige) | Övrigt |  |
| 2009 | Öster om Heden |                         |        |  |

## Love Antell

### Album
| År   | Titel                                      | Listplacering (Sverige) | Övrigt |
| ---- | ------------------------------------------ | ----------------------- | ------ |
| 2012 | Gatorna tillhör oss                        |                         |        |
| 2014 | HITSVILLE HANINGE - Samlade spår 2003-2014 |                         |        |
| 2015 | Barn Av Amerika                            |                         |        |

### Singlar
| År   | Titel                 | Listplacering (Sverige) | Album |
| ---- | --------------------- | ----------------------- | ----- |
| 2012 | Stjärna där           |                         |       |
| 2014 | Underhåll oss         |                         |       |
| 2015 | En delad värld        |                         |       |
| 2015 | Barn av amerika       |                         |       |
| 2017 | Gatlopp och lämmeltåg |                         |       |
| 2017 | Flytta på molnen      |                         |       |
| 2018 | Tänker på pengar      |                         |       |